# Újezdec (Bolešiny)
Újezdec je malá vesnice, část obce Bolešiny v okrese Klatovy v Plzeňském kraji. Nachází se asi 2,5 kilometru severně od Bolešin. Prochází zde silnice II/191. Újezdec leží v katastrálním území Újezdec u Měcholup o rozloze 1,46 km².

## Historie
První písemná zmínka o vesnici pochází z roku 1379.

## Obyvatelstvo
| Rok            | 1869 | 1880 | 1890 | 1900 | 1910 | 1921 | 1930 | 1950 | 1961 | 1970 | 1980 | 1991 | 2001 | 2011 | 2021 |
| -------------- | ---- | ---- | ---- | ---- | ---- | ---- | ---- | ---- | ---- | ---- | ---- | ---- | ---- | ---- | ---- |
| Počet obyvatel | 68   | 92   | 77   | 64   | 61   | 72   | 61   | 54   | 41   | 40   | 32   | 31   | 33   | 30   | 20   |
| Počet domů     | 11   | 11   | 11   | 10   | 10   | 10   | 11   | 11   | 11   | 10   | 10   | 12   | 14   | 14   | 14   |

## Obecní správa
Při sčítání lidu v letech 1850–1899 Újezdec byl osadou obce Pečetín v okrese Klatovy. V letech 1900–1960 byl osadou obce Domažličky v okrese Klatovy. V letech 1961–1975 byl částí obce Myslovice v okrese Klatovy. Od 1. ledna 1976 je částí obce Bolešiny v okrese Klatovy. Poté se Myslovice opět osamostatnily, ale Újezdec již zůstal součástí Bolešin.

## Pamětihodnosti
- Památník Antonína Švehly
- Dřevěná zvonička

## Galerie

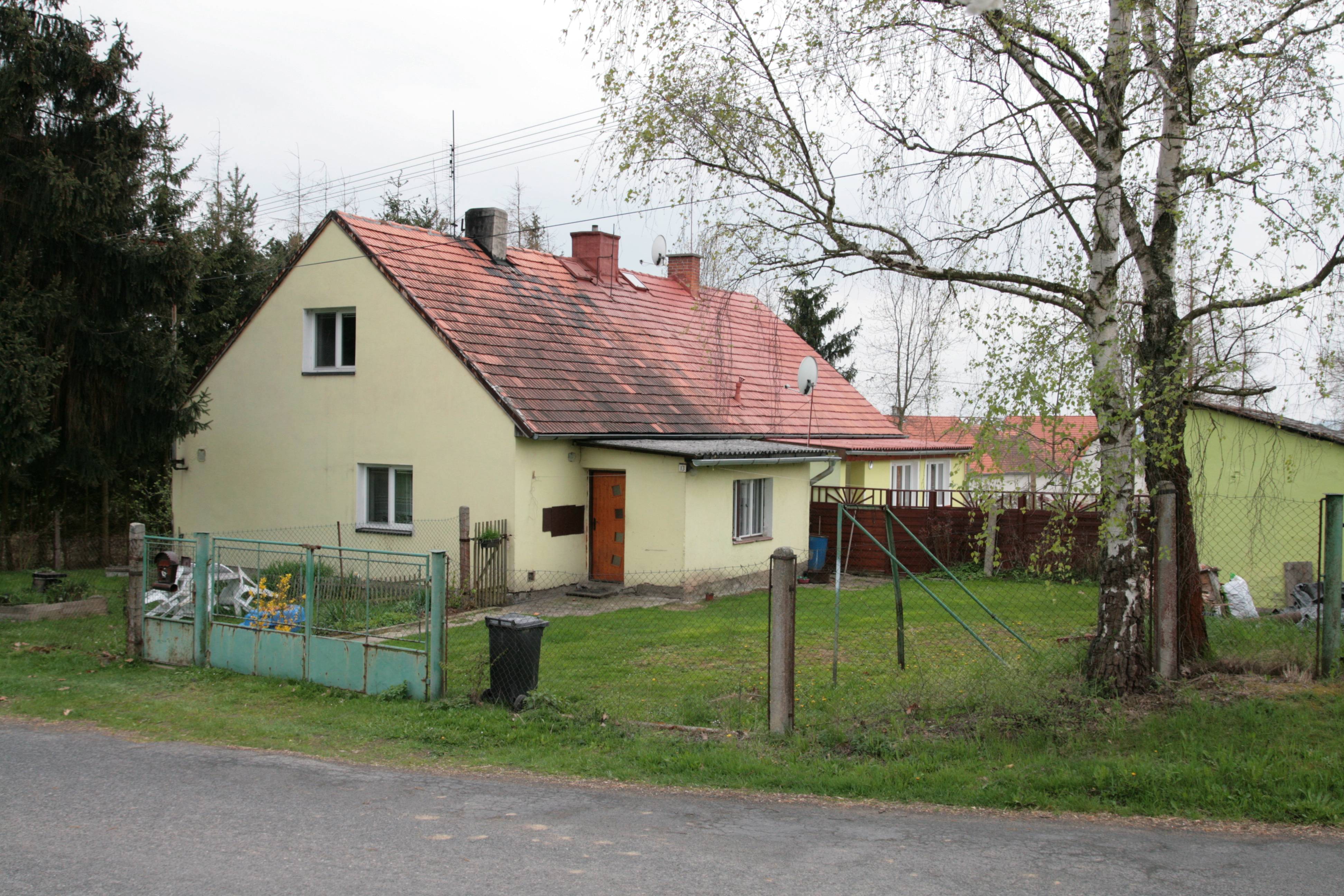
Dům
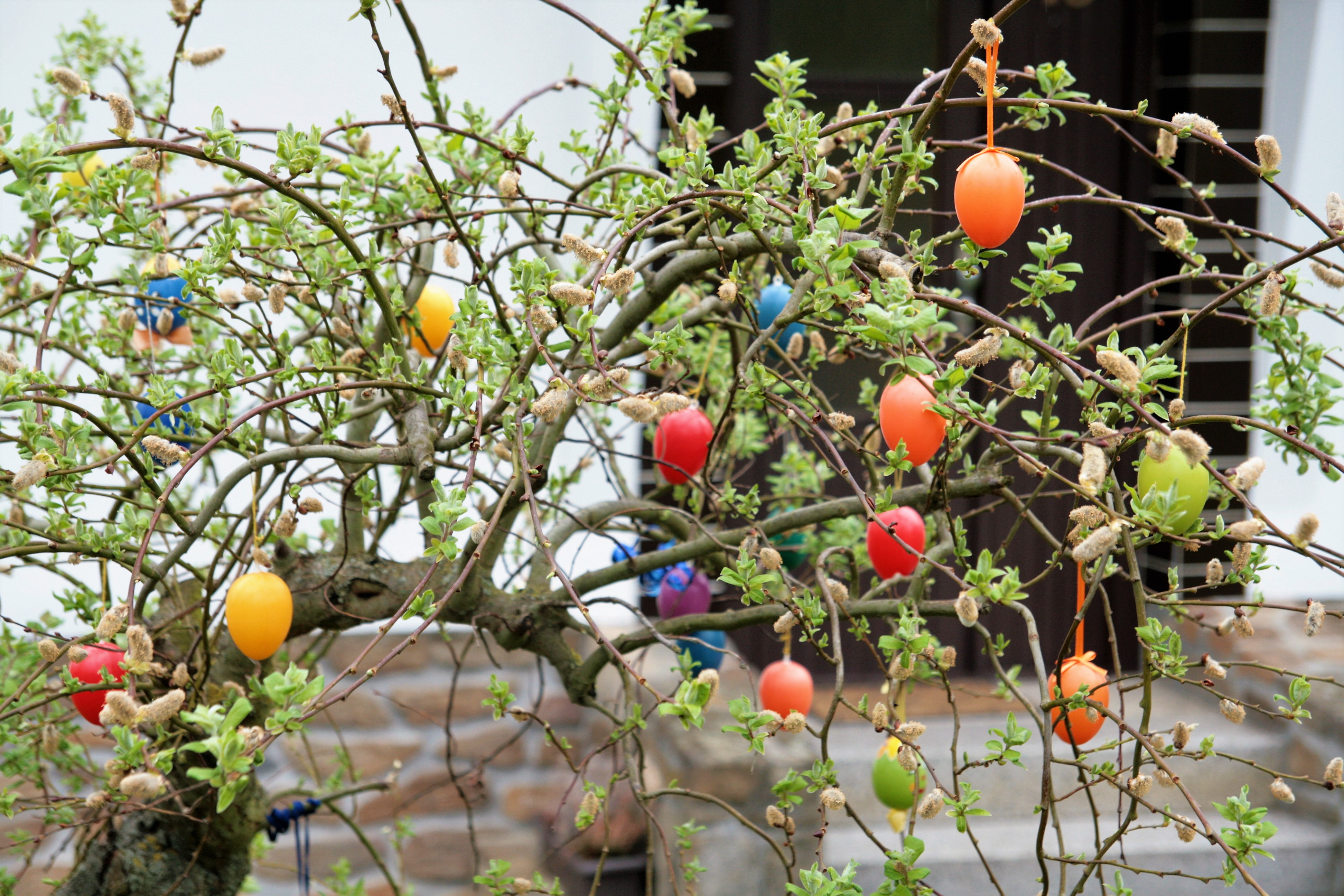
Velikonoční výzdoba
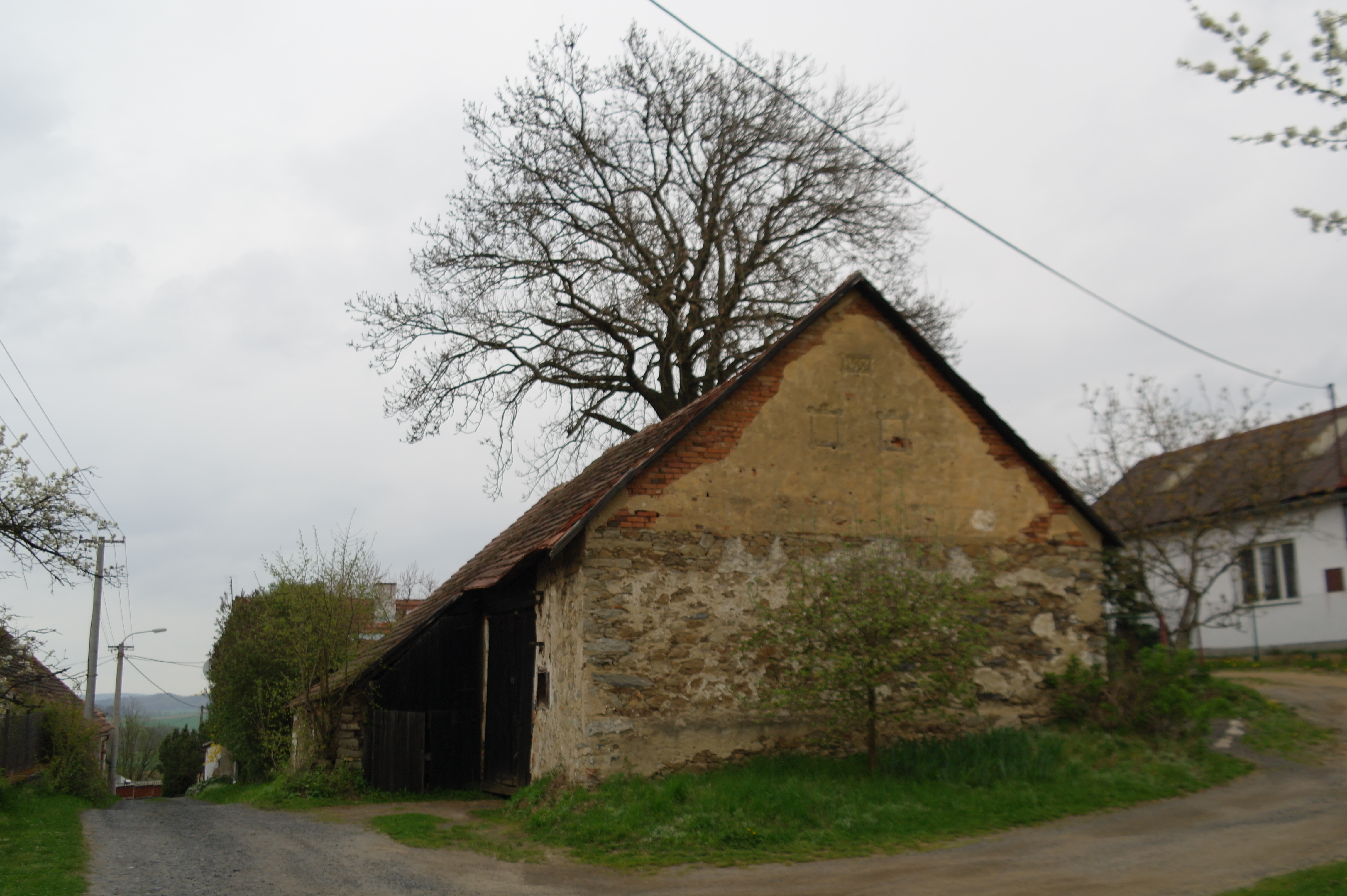
Stodola